# フィヒテンベルク
フィヒテンベルク (ドイツ語: Fichtenberg) は、ドイツ連邦共和国バーデン＝ヴュルテンベルク州シュヴェービッシュ・ハル郡に属す町村（以下、本項では便宜上「町」と記述する）。

## 地理

### 位置
フィヒテンベルクはシュヴェービシュ＝フレンキシャー・ヴァルト自然公園内の小川ロート川沿いの海抜333mから490mに位置する。郡庁所在地のシュヴェービッシュ・ハルからは約22km南にあたる。

### 隣接する市町村
東はガイルドルフ、南はオストアルプ郡クシュヴェント、西はレムス＝ムル郡ムルハルト、北西はオーバーロートと境を接している。

### 自治体の構成
フィヒテルベルクには、同名の地区の他、ミッテルロート、ミヒェルベヒレ、ランゲルト、ホルンベルク、プラップホーフ、エアレンホーフの各地区が属す。

## 行政
この自治体は、ガイルドルフに本部を置くリムプルガー・ラント行政共同体に属す。

## その他
フィヒテンベルク・レーシング・チームは約35年の歴史を持つ、ドイツでも数少ないラジコン・モデルカーによるミニカーレースのチームの一つである。

## 引用
1. ↑  Statistisches Landesamt Baden-Württemberg – Bevölkerung nach Nationalität und Geschlecht am 31. Dezember 2023 (CSV-Datei)